# Jan Theunisz

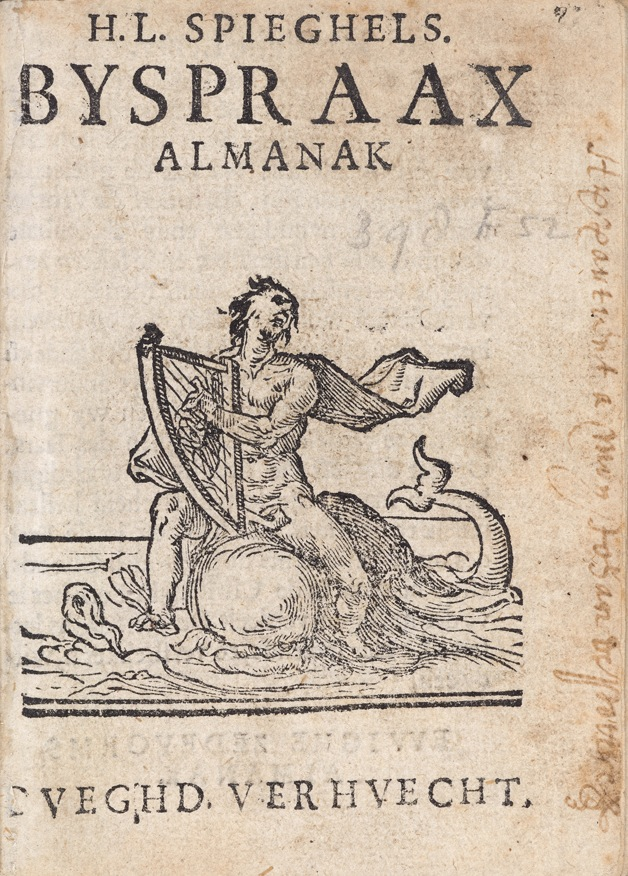
Arion, gezeten op de dolfijn, bespeelt de lier. Onderaan het motto: ‘Dveghd verhvecht’. Titelpagina voor de Byspraax-Almanak van H.L. Spieghel gedrukt door Jan Theunisz in Amsterdam omstreeks 1606.

Jan Theunisz (Alkmaar, 1569 - Amsterdam, tussen 1635 en 1640) was garentwijnder, boekdrukker, boekverkoper, lettergieter, distillateur, herbergier, lector Arabisch in Leiden en hoogleraar Hebreeuws in Amsterdam.

## Levensloop

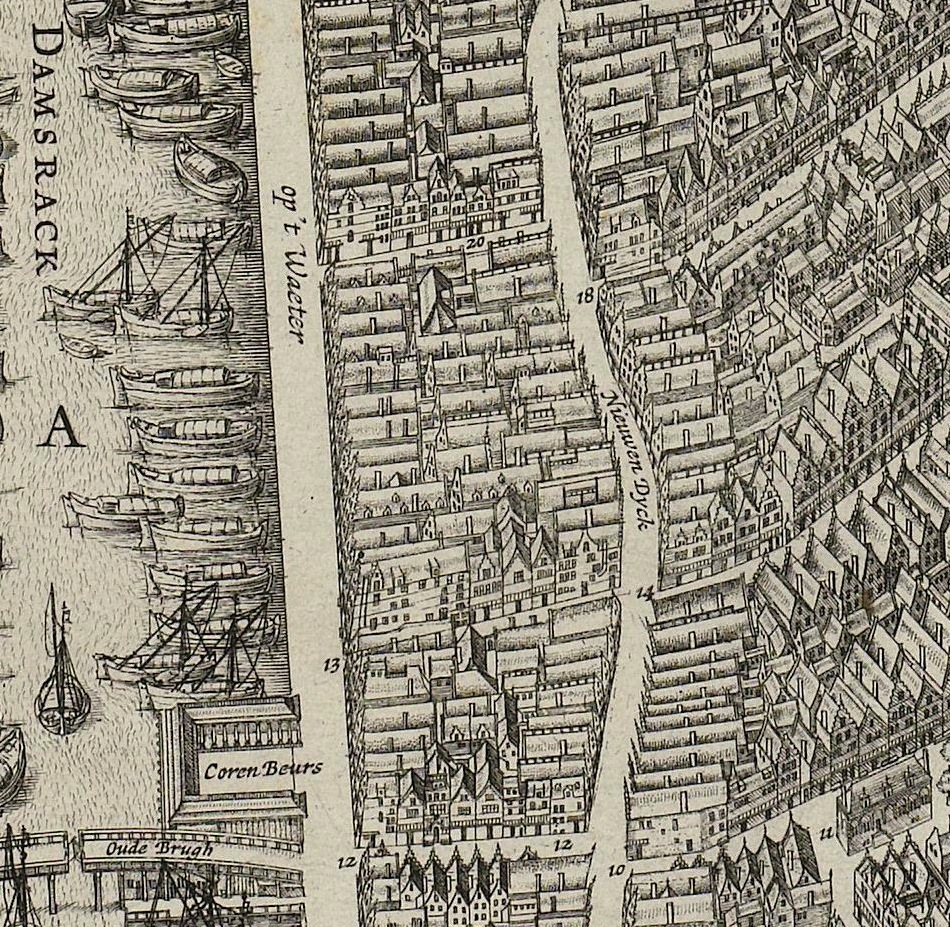
Detail van de plattegrond van Amsterdam uit 1625 door Balthasar Florisz. van Berckenrode. Het vooraanzicht van de herberg van Jan Theunisz is te zien in de Oudebrugsteeg (straat nr. 12), het derde huis vanaf 'Op 't Water'.

Jan Theunisz (bijgenaamd Barbarossa) werd geboren in 1569 in Alkmaar. Waarschijnlijk kwam hij uit een doopsgezinde familie. Met zijn rossige baard tot aan zijn middel moet hij een imponerende verschijning zijn geweest. Hij was een veelzijdige man. Aanvankelijk werkte hij als garentwijnder, maar dat was van korte duur. Als 20-jarige kreeg hij belangstelling voor de Latijnse taal door de lessen van Ludolphus Potterus, rector van de Latijnse school in Alkmaar. Enkele jaren later ging hij studeren in Leiden en volgde colleges Latijn, Grieks en Hebreeuws. In 1597 verdiepte hij zich ook in het Arabisch ten huize van Franciscus Raphelengius. Hij trouwde met Meynse Dirksdr. omstreeks 1598 en kort daarna in 1599 en 1600 werden zijn dochters Lijsbeth en Meynsie geboren. In 1600 opende hij een drukkerij en boekwinkel 'bij de Vischbrugge' op de Nieuwe Rijn in Leiden.
In 1604 vestigde hij zich als drukker en lettergieter in Amsterdam 'over Jans Kerck' (dat is tegenover de huidige Zuiderkerk, in de Zandstraat of de Zanddwarsstraat). Hij was inmiddels voor de derde keer getrouwd: in 1602 met Metgen Claasdr. en in 1603 met Trijntge Adriaansdr. Zijn drukkersactiviteiten liet hij tijdelijk varen in 1609 toen hij zich met hart en ziel stortte op de studie van de Arabische taal en cultuur. In dat jaar raakte hij bevriend met Abd al-Aziz ibn Muhammad, een afgezant uit Marokko die vier maanden bij hem in huis woonde op zijn nieuwe adres aan de Oudebrugsteeg. Abd al-Aziz onderwees hem en zijn kennis van de taal ging met grote sprongen voorwaarts. Als blijk van zijn kunde overhandigde hij in 1610 aan de Staten van Holland een Arabisch-Latijns handschrift, waarin hij schreef over de relatie tussen het christendom en de islam. In het voorwoord gaf hij aan Arabische les te willen geven. Aan zijn verzoek werd gehoor gegeven, want van 1612 tot 1613 was hij een jaar lang lector in het Arabisch aan de Universiteit Leiden. Tegen zijn verwachtingen in werd hij uiteindelijk niet benoemd tot hoogleraar en teleurgesteld nam hij afscheid van de Leidse Universiteit in 1613.
Hij legde zich vervolgens toe op het Hebreeuws. In 1606 had hij al een tekst van de Engelse theoloog Hugh Broughton uit het Hebreeuws in het Nederlands vertaald en naar eigen zeggen ook gedrukt, onder de titel Antwoort. Op een Hebreuschen brief van een iode, begeerichlijck vereyschende onderwijs des christen geloofs. In 1617 werd hij hoogleraar Hebreeuws aan de Eerste Nederduytsche Academie opgericht door Samuel Coster. De gereformeerde predikanten zagen echter niet graag een doopsgezinde op deze plek en daarom was hij genoodzaakt in 1618 de functie neer te leggen.
Maar hij had alweer nieuwe plannen. Zijn distilleerderij aan de Oudebrugsteeg, die zijn vierde vrouw Zwaantje Hillebrandsdr. tijdens zijn afwezigheid draaiende had gehouden, breidde hij in de jaren 1624-1625 uit met de aangrenzende panden. Hij maakte er een muziekhuis van onder de naam 'D’Os in de Bruyloft' of '’t Huis te Sinnelust', in de wandelgangen ook wel 'De Menniste Bruyloft'. Voor het huis stond geschreven:
Heel boven op dit Huys, is ‘t als een Paradijs
Daer is Fonteyngeruys, snaer, pijpen, soet gekrijs.
Begeer g’in ‘t huys te gaen, te hooren en te sien,
Soo toont uw’ mildigheyt, tot onderhout van dien.
Van heinde en ver kwamen mensen de creatie bewonderen, want er was van alles te zien en te beleven. Bij kunstige waterwerken en een kabinet van beweegbare wassen poppen werd met allerlei instrumenten muziek gemaakt. Op dit adres werd hij weer actief als uitgever en mogelijk ook als drukker vanaf 1625.
Hij kreeg het regelmatig aan de stok met doopsgezinde geloofsgenoten. Eens liet hij puur uit verontwaardiging om een kwestie binnen de Waterlandse doopsgezinde gemeente in 1613 zijn baard gedeeltelijk uittrekken. In 1625 mengde hij zich in het dispuut tussen Nittert Obbesz en de doopsgezinde voorman Hans de Ries. Obbesz werd beschuldigd van socianistische sympathieën door De Ries. Theunisz koos partij voor Obbesz en publiceerde in 1625 diens Raeghbesem in samenwerking met de drukker Jacob Aertsz. Colom. Obbesz mocht toen niet meer deelnemen aan de avondmaalsviering. Theunisz maakte op luidruchtige wijze zijn onvrede hierover kenbaar tijdens een dienst en roofde de resten van het avondmaalsbrood en de wijn mee naar huis. Om die reden werd hij op 25 januari 1626 verbannen uit de doopsgezinde gemeente. Obbesz herriep al snel zijn ‘ketterij’, maar Theunisz protesteerde nog tegen De Ries in geschriften. Op 17 december 1634 kwam hij openlijk terug op zijn beweringen. Hij overleed in Amsterdam ergens tussen 1635 en 1640. In 1641 werd zijn muziekhuis overgenomen door de wijnverkoper Juriaen Huybertsz.

## Uitgaven
In Leiden in de periode 1600-1603 was hij drukker van onder meer nieuwstijdingen, zoals Waerachtige nieu tijdinghe, van het veroverē van 500. paerden geschreven door Werner vanden Houte in 1602 en van geuzenliederen zoals Een clachte onsoet, die Albertus doet, tot zijnder schanden, Hij wort verwoet, om dat hy moet, uyt dese landen waarschijnlijk uit 1602.
In Amsterdam in de periode 1604 tot en met 1608 kwamen vele verhandelingen van Hugh Broughton van zijn pers. In 1614 en 1615 gaf mogelijk dezelfde Jan Theunisz 2 boeken uit in Haarlem.
De uitgaven in periode 1625-1628 hebben betrekking op zijn conflicten in die jaren. Bijvoorbeeld de geschriften van zijn hand:
Redenen ende verthooninghe hoe ende waerom Ian Theunisz. op sondach smorgens den 21. december comende inde groote Spycker, willende Pieter Andriesz. spreken: sijn voor bestrafte doen de broederschap te kennen gegeven heeft uit 1625,
Der hanssijtsch' mennisten socinianismvs: ofte Clare vertooninge der leerpuncten ende articulen des gheloofs uit 1627 en
Vijf vraghen van Ian Theunisz. aen Hans Alentsz. bisschop onder de Koomen-Iannen, ofte Hanssijten uit 1528.